# Vojaški policist
Vojaški policist je pripadnik vojaške policije.
Po navadi vojaški policisti izhajajo iz pehote, pri čemer morajo opraviti specializacijski tečaj (kriminalistika, zakonodaja, prekrški,...).
V Slovenski vojski traja tak tečaj 7 mesecev, pri čemer je pogoj, da ima kandidat čin najmanj desetnika.